# Emilio Bufardeci
Emilio Bufardeci (Siracusa, 1816 – Siracusa, 28 giugno 1899) è stato un presbitero, patriota e politico italiano.

## Biografia
Nasce da famiglia benestante. Il nome di Emilio gli viene dato dalla madrina principessa, Emilia di Galles. 
A vent'anni ottenne la cattedra di matematica nelle scuole di Siracusa. Il suo interesse fu rivolto ai moti rivoluzionari che in seguito avrebbero portato all'unità d'Italia; strinse relazioni con i liberali della sua città, i quali suscitarono i moti del 1837 in Siracusa, moti accompagnati da altri in parecchi luoghi dell'Isola.
Nel 1847 costituì a Siracusa un Comitato rivoluzionario segreto, ma del quale si occupò poco direttamente, essendo partito presto per Palermo, dove c'era la sede del Comitato generale che preparò la riscossa del 1848. 
Tornato da Palermo, firmò, per incarico di Ruggero Settimo, sul brik di guerra inglese, il famoso armistizio col generale Palma; un armistizio che produsse la resa della piazzaforte di Siracusa. 
Poco dopo fu eletto deputato al Parlamento, dove sostenne l'interessi della Sicilia e della sua città. 
Quando le monarchie d'Europa vinsero le ribellioni del 1848 e venne quindi restaurato il Governo borbonico, Bufardeci si ritirò in una sua villa, ma aiutò in ogni modo i liberali perseguitati all'interno, e si mantenne in relazione con quelli che vivevano all'estero e in altre parti d'Italia. 
Nel 1859 organizza un Comitato segreto e scrive di suo pugno al re Vittorio Emanuele, una lettera ostile ai Borboni, che, firmata da molti rivoluzionari, fu da Vincenzo Statella consegnata al Comandante della nave da guerra piemontese, che l'avrebbe presentata al Re. 
L'anno seguente quando fu giunta a Siracusa la notizia dell'entrata di Garibaldi a Palermo, Bufardeci con Raffaele Lanza, si presentò davanti al generale borbonico, Lo Cascio, intimandogli la resa della città; il generale acconsentì alla resa, mentre una grande dimostrazione di popolo circondava le truppe regie. 
Bufardeci fu poi deputato al Parlamento italiano, eletto nel collegio di Modica (all'epoca secondo circondario della provincia di Siracusa) ed ebbe tre legislature: la XVI, la XVII e la XVIII. 
Scrisse il libro « Le funeste conseguenze di un pregiudizio popolare » pubblicato a Firenze nel 1868, il libro parlava delle tragiche conseguenze che ebbero le credenze popolari sul colera che in quel periodo investì gli abitanti di Siracusa. Quel libro creò polemica tra i siracusani.
Scrisse altri libri e nel 1872, per incarico del Municipio di Siracusa, commemorò Giuseppe Mazzini, e dieci anni dopo anche Giuseppe Garibaldi.